# Peyre (Aveyron)
Pour les articles homonymes, voir Peyre.
 (août 2018).
Si vous disposez d'ouvrages ou d'articles de référence ou si vous connaissez des sites web de qualité traitant du thème abordé ici, merci de compléter l'article en donnant les références utiles à sa vérifiabilité et en les liant à la section « Notes et références ».
Peyre, ou pèira en occitan normalisé, est une ancienne commune de l'Aveyron rattachée à la commune de Comprégnac depuis 1830. Le nom est resté pour le bourg, ancien chef-lieu.

## Géographie
Adossé à la falaise du Causse Rouge, il se situe sur la rive droite du Tarn dans le Massif central à sept kilomètres en amont du bourg de Comprégnac, chef-lieu de la commune et à huit kilomètres en aval de la commune de Millau.

## Toponymie
En occitan, pèira signifie « pierre ».

## Histoire
Plusieurs sites préhistoriques sur la commune,,.
L'abbé Cérès a rencontré F. de Sambucy-Lusançon devant l'une des brèches à ossements, qu'ils ont étudiée. Plus tard, Cérès y retourne avec l'abbé Rouquette, qui l'étudie en 1868 avec l'aide de M. de Rouville.

### Notice de Joseph de Gissac
« L’unique bibliographie existant sur le village de Peyre est une « notice » au format in-octavo de 12 pages – intitulée « PEYRE » et due à Joseph de Gissac (père du général de Gissac dont une rue de Millau porte le nom). Cette notice a été publiée pour la première fois en août 1877 par les soins de l’Imprimerie et Librairie Henri Fabre de Millau, imprimerie fondatrice du Journal de Millau, devenu ultérieurement Le Messager et redevenu Le Journal de Millau par les soins de Jules Artières.
Cette notice a été publiée en 1917 dans le 17e volume des Mémoires de la Société des Lettres de l’Aveyron (pp 325–330) avec quelques infimes variantes. Elle y est suivie (pp 331–368) des notes copieuses et très intéressantes, tirées par l’érudit Chanoine Verlaguet de registres notariaux que Monsieur de Gissac n’avait pas utilisés mais qu’il avait joint à son manuscrit remis à la Société des Lettres.
Nous livrons ici cette notice in extenso.

Peyre, autrefois appelé Saint - Christophe de Peyre, petit village situé sur la rive droite du Tarn, à sept kilomètres en aval de Millau, qui fait aujourd’hui partie de la commune de Comprégnac, composait anciennement une communauté s’administrant par des consuls nommés tous les ans.
A quelle époque remontait l’établissement de cette communauté ? C’est ce que nous n’avons pu établir, et cette disette de documents nous est expliquée par la requête des consuls, en 1664, à l’effet d’obtenir la confection d’un compois terrier. Ils exposent qu’aux guerres civiles de ceux de la R:P:R: le dit lieu avait été pillé et saccagé, leur cadastre détruit, ce qui rendait la perception des tailles difficile et sujette à erreurs.
Au point de vue seigneurial, Peyre faisait partie du patrimoine de la maison de Lévézou, dont Castelmus était la résidence habituelle. Les archives publiques, et surtout celles du château de Vesins, établissent que, dès le XIe siècle, c’est-à-dire dès la formation des fiefs, son domaine s’étendait sur un vaste territoire comprenant le pays de Lévézou d’un côté et franchissant le Tarn de l’autre.
Antoine de Lévézou de Vesins aliéna plusieurs terres de sa maison, notamment Saint-Christophe-de-Peyre et Thérondels, vers la fin du XVe siècle, disant : « Qu’il lui en coustait beaucoup pour servir le Roy en ses guerres, tandis qu’il avait cinq filles à doter et sept sœurs à douairier ».
L’acquéreur fut certainement Odon de Bonamy. En effet, il est qualifié seigneur de Peyre dans son contrat de mariage, en 1515, avec Françoise de Mont- cairn. Son fils, François de Bonamy, épousa Colette de Sorgues, résidait, au Monna, y mourut en 1555, laissant deux filles : Alix et Anne. Alix, héritière, épousa Pierre de Chalendier, co-seigneur de Luzençon, qui devint seigneur de Peyre et du Monna, et vivait encore en 1624. Anne de Chalendier, issue de ce mariage, épousa Jean d’Albis, de Millau, dont deux filles Anne, qui s’unit à Durand de Bourzès-Dourdou, et Claire, mariée à Jacques d’Albignac, de Béziers, qui fit hommage au roi pour la place de Peyre en 1627 (Documents Historiques du Rouergue Tome II page 512 – Archives de la Maison de Bourzès).
Nous ne pouvons établir comment la terre de Peyre sortit de la maison d’Albignac. Toujours est-il qu’elle la posséda fort peu de temps, puisque Etienne de Crozat, sieur de la Croix, capitaine et gouverneur pour le roi des ville, château et vicomté de Creissels, est qualifié seigneur de Creissels et de Peyre dans son contrat de mariage du 8 février 1646 avec Suzanne de Gualy. Marie-Antoine de Crozat de la Croix, seigneur de Creissels et de Peyre, maria Julie de Crozat, sa fille unique et héritière, le 8 juillet 1706, à Pierre Lévy de Gualy, son parent.
Les guerres de religion, qui bouleversèrent le pays pendant la seconde partie du XVIe siècle, remplirent de sang et de ruines la haute marche du Rouergue. Millau, citadelle du calvinisme, lançait à tout instant ses soldats sur les villages voisins, alors fortifiés, et tour à tour assiégés, pris et repris. Peyre tint toujours pour le parti catholique. Nous voyons dans les Mémoires manuscrits d’un calviniste de Millau, où les chroniqueurs ont si largement puisé pour les détails de l’histoire locale, qu’en 1565, pendant le séjour du roi à Toulouse, Pellegry, seigneur de la Roque, et Fontanier, marchand, s’étaient rendus auprès du cardinal d’Armagnac pour solliciter des mesures rigoureuses contre les protestants de Millau, et que leur réclamation était appuyée par un grand nombre de localités voisines de Millau : Compeyre, Peyrelade, le Rozier, la Cresse, Saint-Georges, Comprégnac, Peyre, Castelnau, Saint-Bauzély, Saint-Germain, Verrières, qui se plaignaient des dévastations que les calvinistes occupant Millau, leur faisaient subir.

Peyre attire l’attention du voyageur par la singularité de sa position. Au lieu de s’étendre dans la vallée qui s’ouvre en amont et en aval, il est appliqué, comme un nid d’hirondelle, au flanc d’un immense rocher coupé à pic, qui domine la rivière; sur un terrain tellement en pente que les maisons semblent perchées les unes sur les autres. — Le choix de cet emplacement fut certainement motivé par les idées de sécurité et de défense dans des temps de troubles et de guerres, alors que les moyens de destruction étaient moins avancés qu’aujourd’hui.
Dans plusieurs brèches du roc il a été trouvé des débris fossiles, ossements de l’ours des cavernes, de cheval, de renne, dents de mammouth, mêlés au diluvium quaternaire; mais ces débris roulés sont fort brisés et ne se retrouvent qu’en fragments.
La tradition assigne à l’ancien château l’emplacement de quelques maisons situées vers l’extrémité du village, presque sous le rocher. Le château actuel, situé à 300 mètres environ, fut construit vers le milieu du XVIIe siècle, par Étienne de Crozat, dans le style noble et sévère du temps de Louis XIV. Il existait déjà lors de la confection du cadastre de 1666.
Peyre était le siège d’un Prieuré qui n’était pas sans importance. Le presbytère actuel, ancienne demeure du Prieur, est une construction considérable établie sur de vastes caves. L’ancienne église, située tout à côté, est fort curieuse. Placée dans une excavation du rocher, qui forme dans toute sa rusticité la paroi de gauche et la voûte, elle est fermée du côté droit par un mur d’un bel appareil, flanqué d’un clocher adossé au roc. On y remarque des travaux de défense, meurtrières et bretèches. Les inscriptions qui surmontent la porte et la fontaine nous apprennent que ces constructions furent élevées en 1594 et 1609 par le prieur Boscari. Un écusson chargé d’un animal fantastique, moitié licorne moitié chèvre, est reproduit deux fois dans la construction et devait être le sceau de la communauté. Il est fâcheux que des nécessités budgétaires aient forcé à aliéner ce curieux et naïf monument, aujourd’hui transformé en caves par les acquéreurs.
Une nouvelle église a été construite, entre le village et le château, dans le style du XIIIe siècle. Décorée de boiseries sculptées et de vitraux, dont le plus remarquable est un saint Christophe colossal d’après Hemling, elle réalise assez heureusement le type d’une jolie église de village; c’est le goût sans luxe, ou l’art de bien faire avec peu d’argent. La construction a coûté 22 500 francs, dont 2 000 francs donnés par le gouvernement. L’ornementation intérieure et les cloches sont dues à la générosité des habitants.
Depuis plusieurs siècles on vient de toute la contrée, et surtout de Millau, porter à Saint-Christophe de Peyre les enfants faibles ou chétifs. Cette dévotion est toujours fort en honneur. La population doit à son travail une réelle aisance. Les coteaux, peu riches en fonds de terre, mais d’une nature calcaire, ont été couverts de vignes, dont le revenu forme la principale ressource du pays. Les crûs de Peyre et de Comprégnac produisent une qualité de vin fort appréciée à cause de son degré alcoolique, très supérieur à celui des autres crus pays. Il est aussi tiré grand parti de petits jardins qui, par leur position, à l’abri des vents du nord, dont le rocher les préserve, fournissent aux marchés de Millau les primeurs et les plants de jardinage.

Jusqu’à ces derniers temps, la vallée du Tarn n’était desservie que par d’affreux chemins, inaccessibles aux voitures et aux charrettes; les transports se faisaient tous à bât. L’ouverture du chemin de moyenne communication no 1, de Montjaux à Meyrueis a apporté la vie dans cette région; lorsque la section de Candas à Saint-Rome-de-Tarn sera faite et que certaines parties, encore inachevées, seront terminées, nul doute que cette voie, déjà très fréquentée, n’absorbe la plus grande partie du transit de la route départementale no 3, de Millau à Saint-Rome-de-Cernon.
Non seulement ce chemin a ouvert à Peyre les issues qui lui manquaient, mais, passant en fait de voies de communication, de la misère à l’opulence, le chemin de fer de la Compagnie du Midi, de Rodez à Montpellier et Béziers, est venu le desservir. De remarquables travaux d’art ont été construits pour le passage de la voie, notamment un quai, qui n’a pas coûté moins de 80 000 francs, et un pont sur le Tarn, avec piles de pierre écartées de 35 mètres et tablier métallique d’une longueur de 120 mètres. Il a fait ses preuves de solidité lors de l’inondation du 13 septembre 1875, dont le souvenir vivra longtemps sur les rives du Tarn. Une halte a été obtenue depuis le 4 août 1875 et attire de plus en plus les populations de la rive droite et les promeneurs de Millau. La première année donnait un résultat de dix mille billets délivrés ou reçus à la halte. Une importante station la remplacera si la Compagnie d’Orléans, reprend, comme il en est très sérieusement question, l’exploitation de ses concessions métallurgiques, dont la principale (plomb argentifère), qui a cinq galeries d’attaque, se trouve à peu de distance de la halte.
Les familles de Peyre sont anciennes. Le cadastre de 1666 nous montre qu’elles occupent presque toutes les mêmes habitations. La plupart d’entre elles ont exercé le consulat de la communauté. Cette fidélité au foyer domestique, transmise de génération en génération, est la source de la fidélité aux principes de religion, d’ordre et de moralité qui se sont maintenus héréditairement; aussi les crimes sont-ils inconnus et les délits extrêmement rares. Pendant la tourmente révolutionnaire le prieur Fabre, homme d’un dévouement à toute épreuve, put rester à son poste, caché chez ses paroissiens, qui étaient tous ses complices, et porter dans un vaste rayon, au péril de sa vie, les secours de la religion. Le vénérable baron de Gualy-Saint-Rome demeura dans son château, entouré du respect et de l’affection de tous, alors que les anciens seigneurs étaient en butte en tant de lieux à toutes les persécutions et à tous les dangers.
C’est parmi les populations rurales, vouées à la culture du sol, que la patrie puise sa force et sa richesse; les hommes y sont vigoureux et honnêtes, les femmes actives et vertueuses. Les familles cherchent l’accroissement du bien-être dans l’amélioration de leur héritage et dans le fruit de leur travail, moyens autrement sûrs et pratiques que ces théories creuses qui ont fait et font encore tant de dupes dans les centres industriels, et ne sont qu’une arme aux mains d’intrigants exploitant l’ignorance et les mauvaises passions de la multitude

En publiant cette courte notice sur un modeste village, dont l’histoire n’a rien qui attire spécialement l’attention publique, nous avons voulu fixer des souvenirs que le temps emporte de plus en plus dans sa marche, et donner un gage de l’affection que nous avons vouée à Peyre et à ses habitants. »

— J. DE GISSAC. Août 1877

## Tourisme

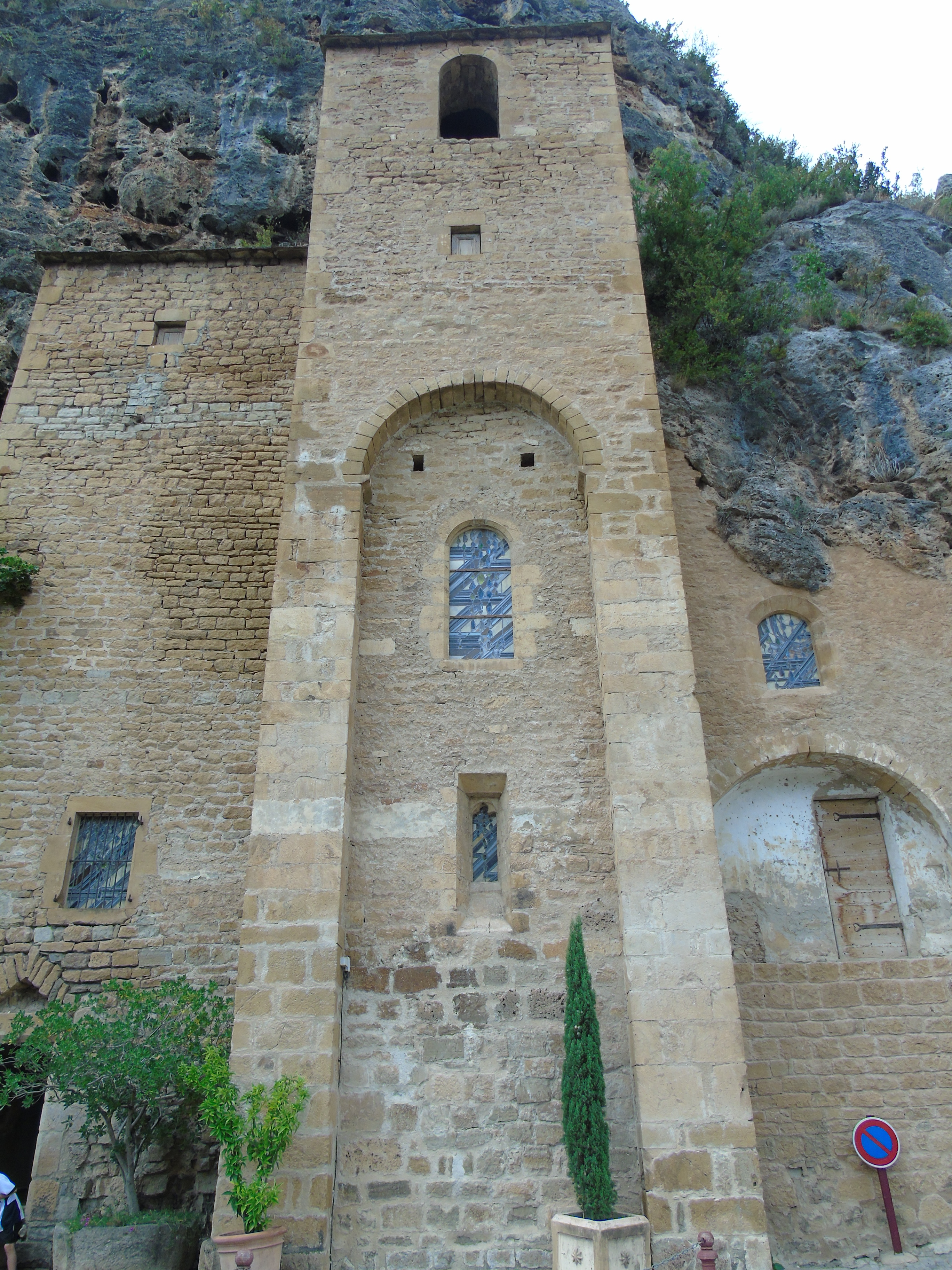
Ancienne église semi-troglodytique Saint-Christophe

En septembre 2003, Peyre est le dixième village de l'Aveyron entrant dans le classement de l’association Les Plus Beaux Villages de France. 

Le « cachet » de Peyre tient de la disposition des maisons troglodytiques ou de pierres protégées sous une falaise de tuf percée de grottes. 

Des ruelles en escaliers pavées de pierres posées de champ, appelées calades en dialecte rouergat, permettent l’accès aux maisons fait de pierres de tuf (pierres caverneuses).
L’ancienne église Saint-Christophe est le principal bâtiment historique. C'est une église semi-troglodytique dont la construction remonte au XIe siècle. Fortifiée au XVIIe siècle, elle a été rénovée et héberge des expositions d’artistes locaux. 

Les terres du causse Rouge surplombent le village et offrent un panorama sur le viaduc de Millau et le Tarn.

## Galerie de photos

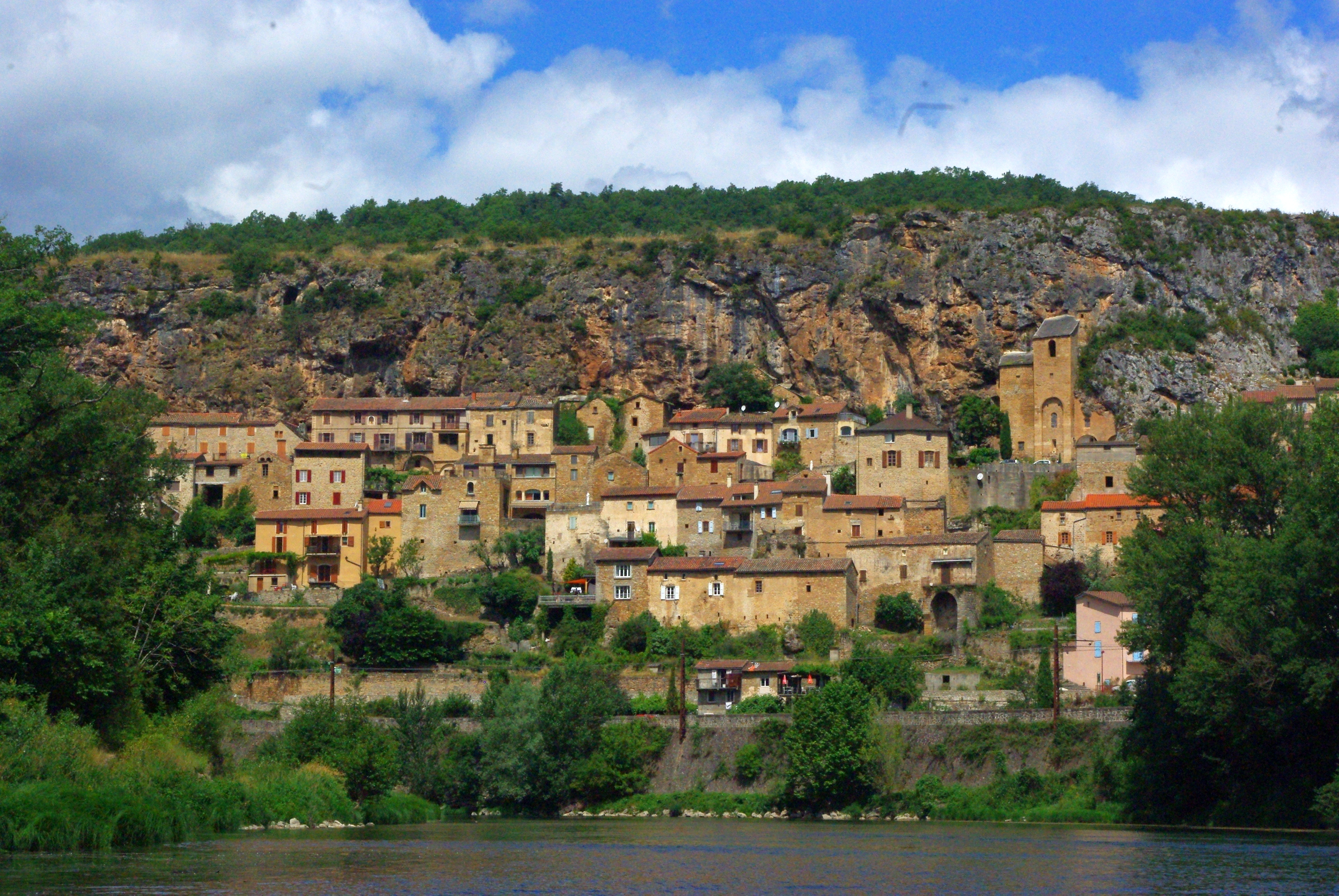
Peyre depuis le Tarn.
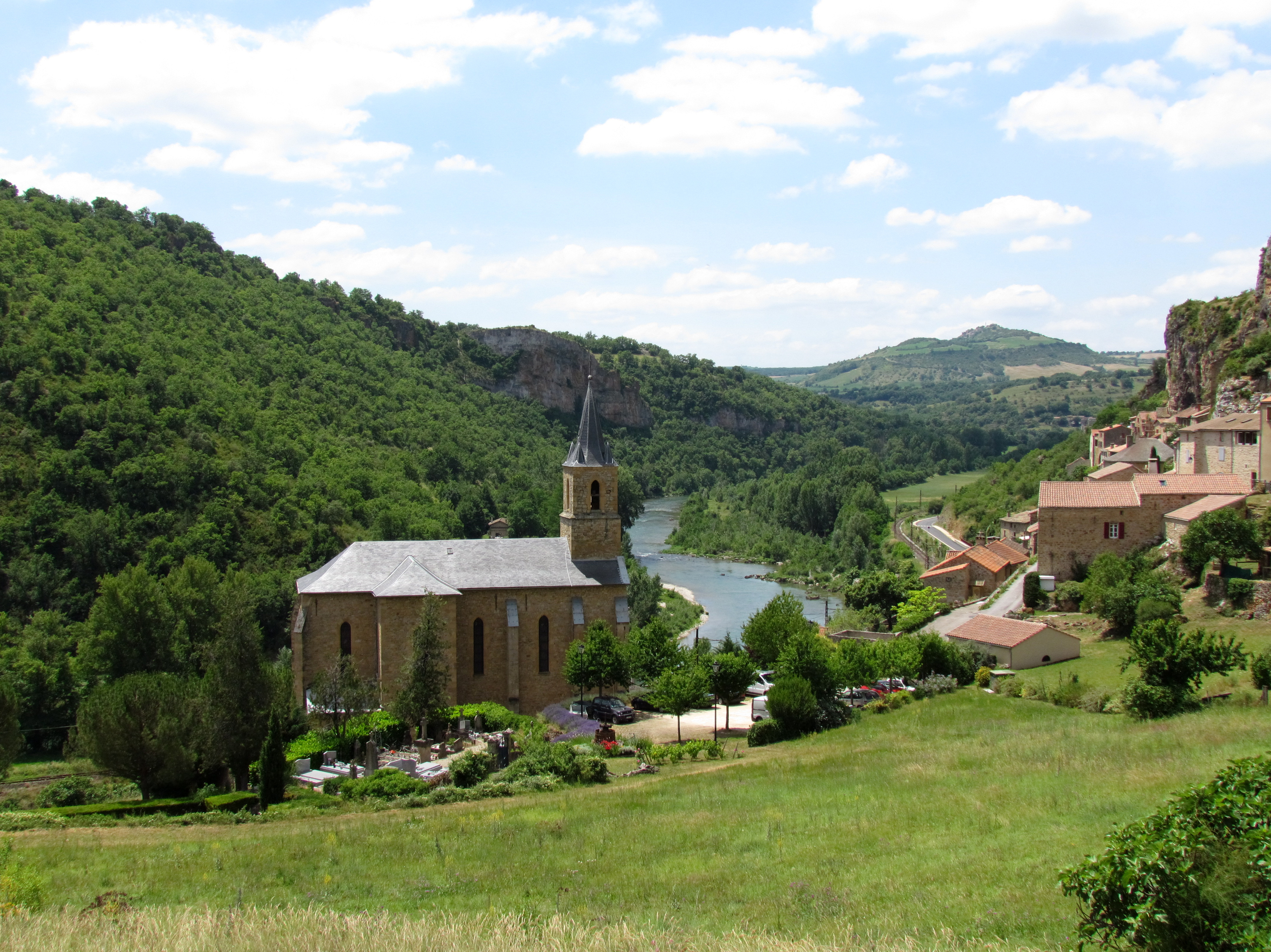
Le village, la nouvelle église.
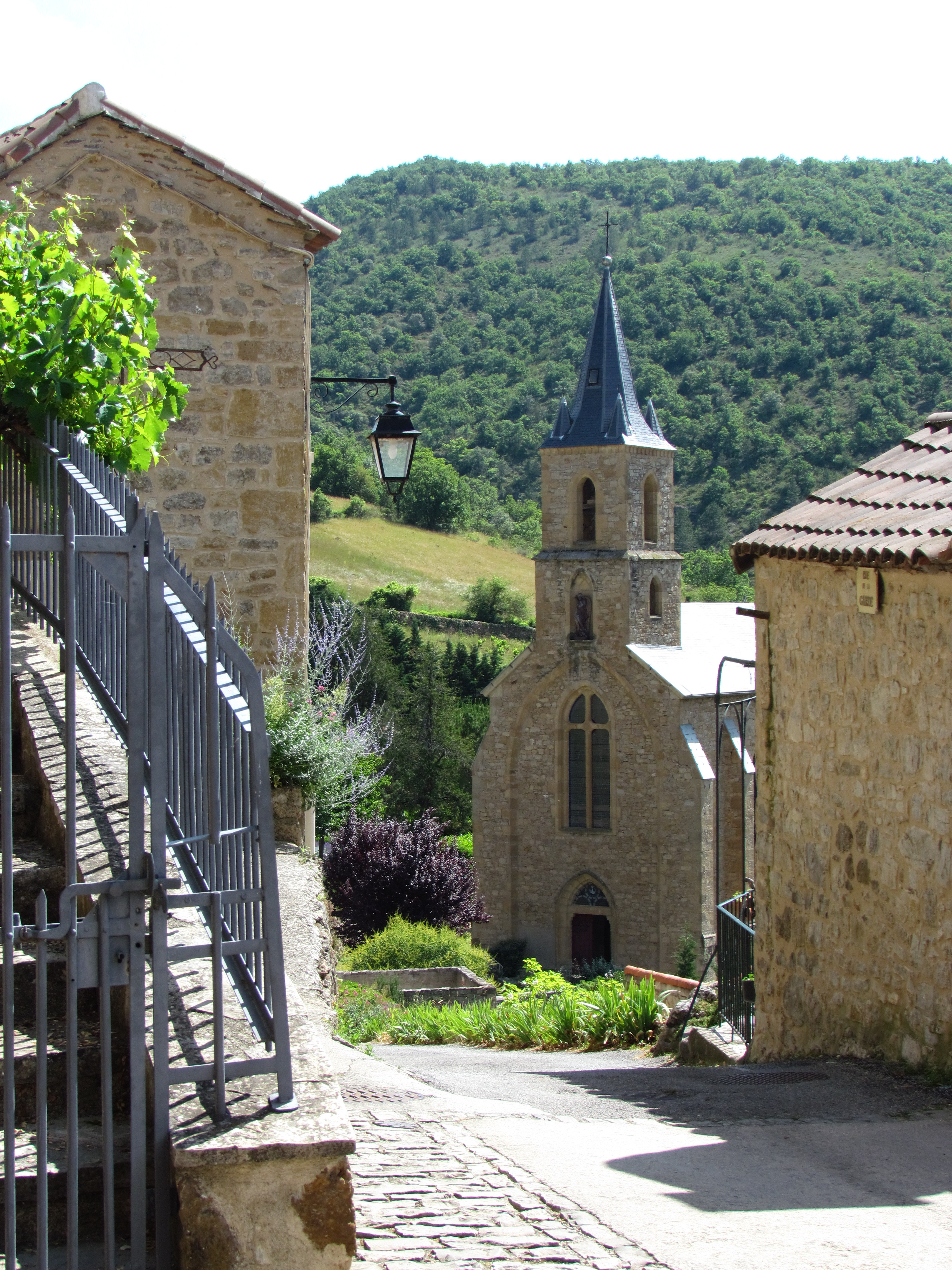
Autre vue de la nouvelle église.
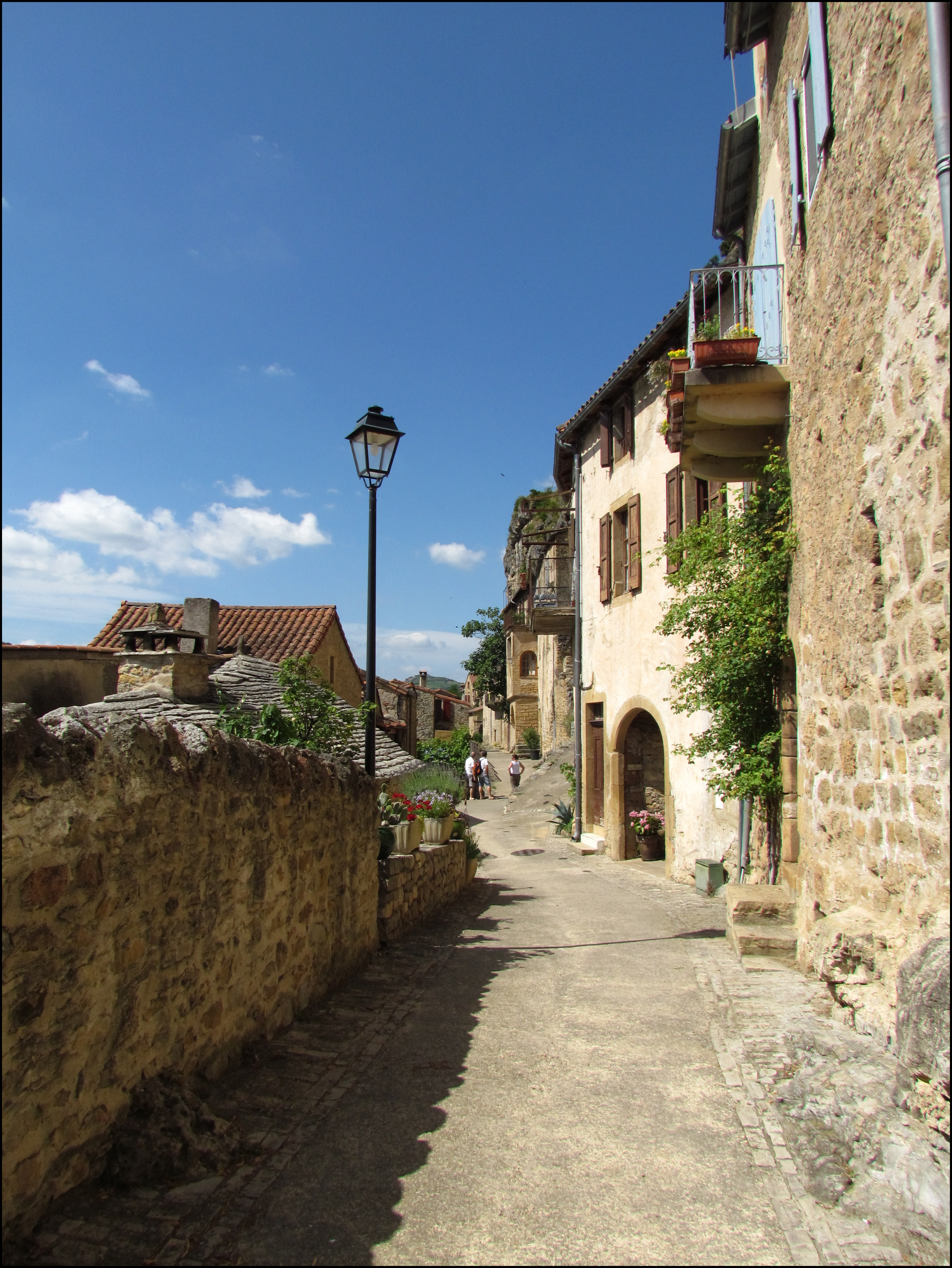
Une rue du village.
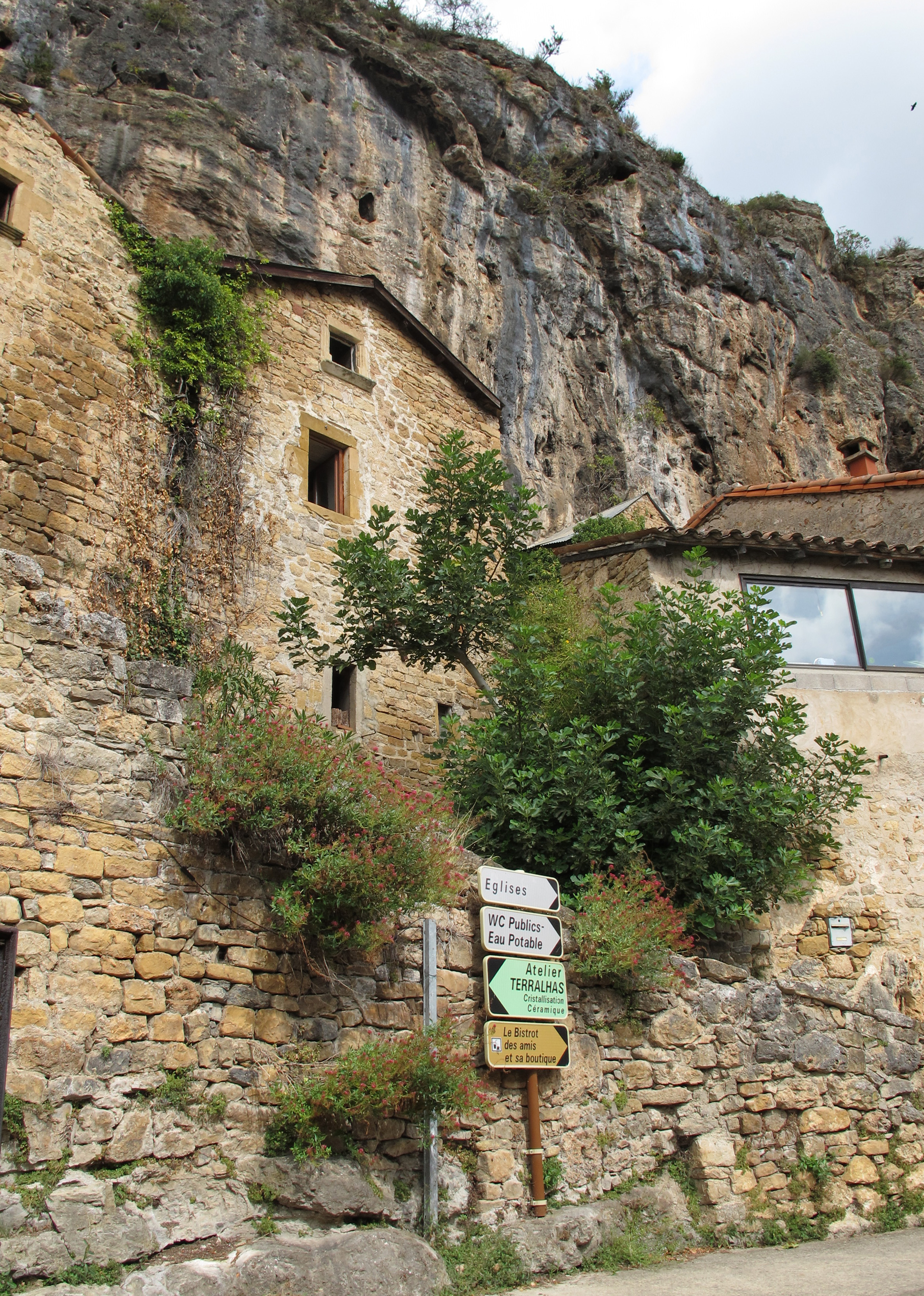
Maisons troglodytiques.
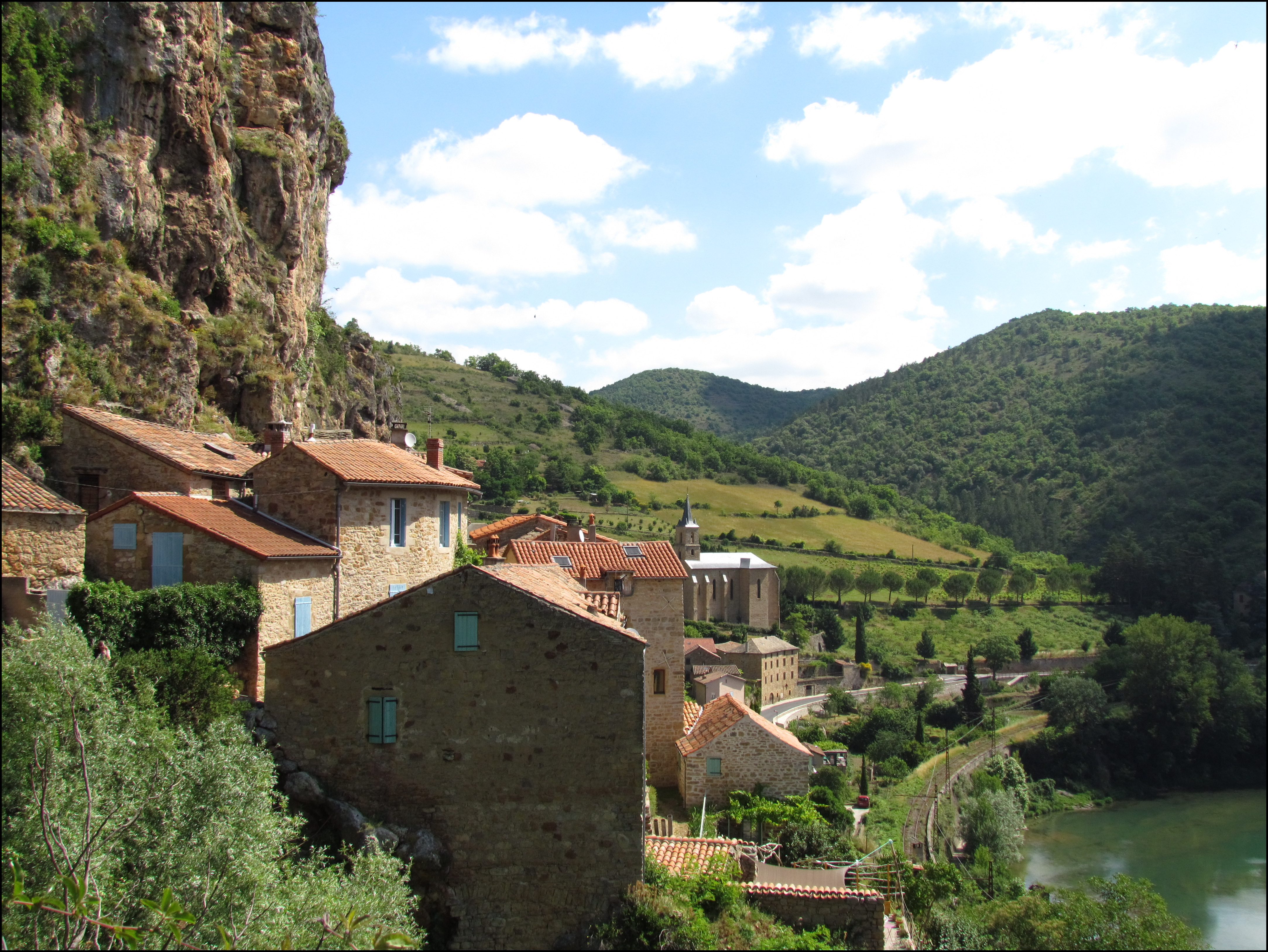
Le village s'allonge entre la falaise et le Tarn.
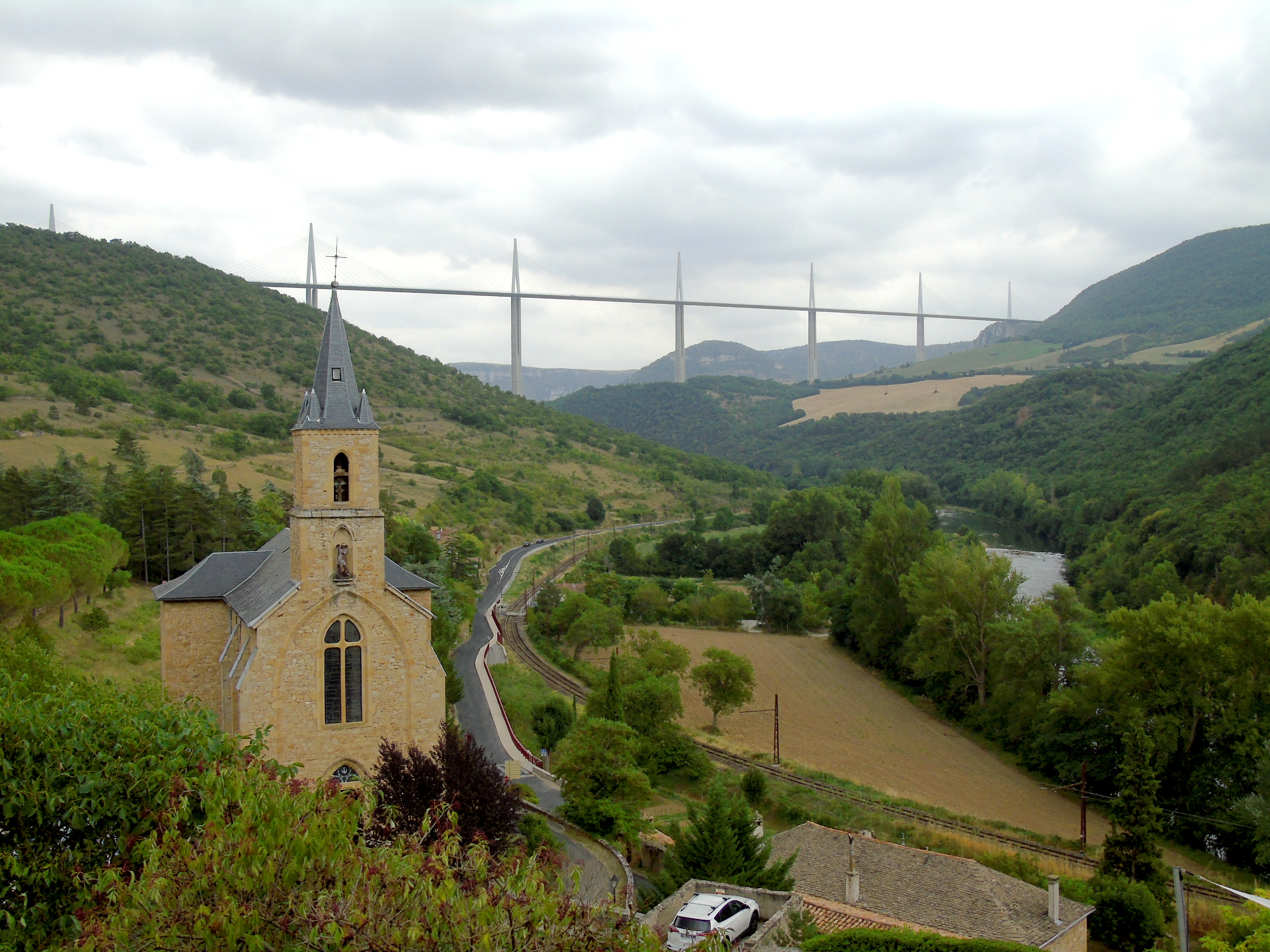
L'église, avec le viaduc de Millau en arrière-plan.
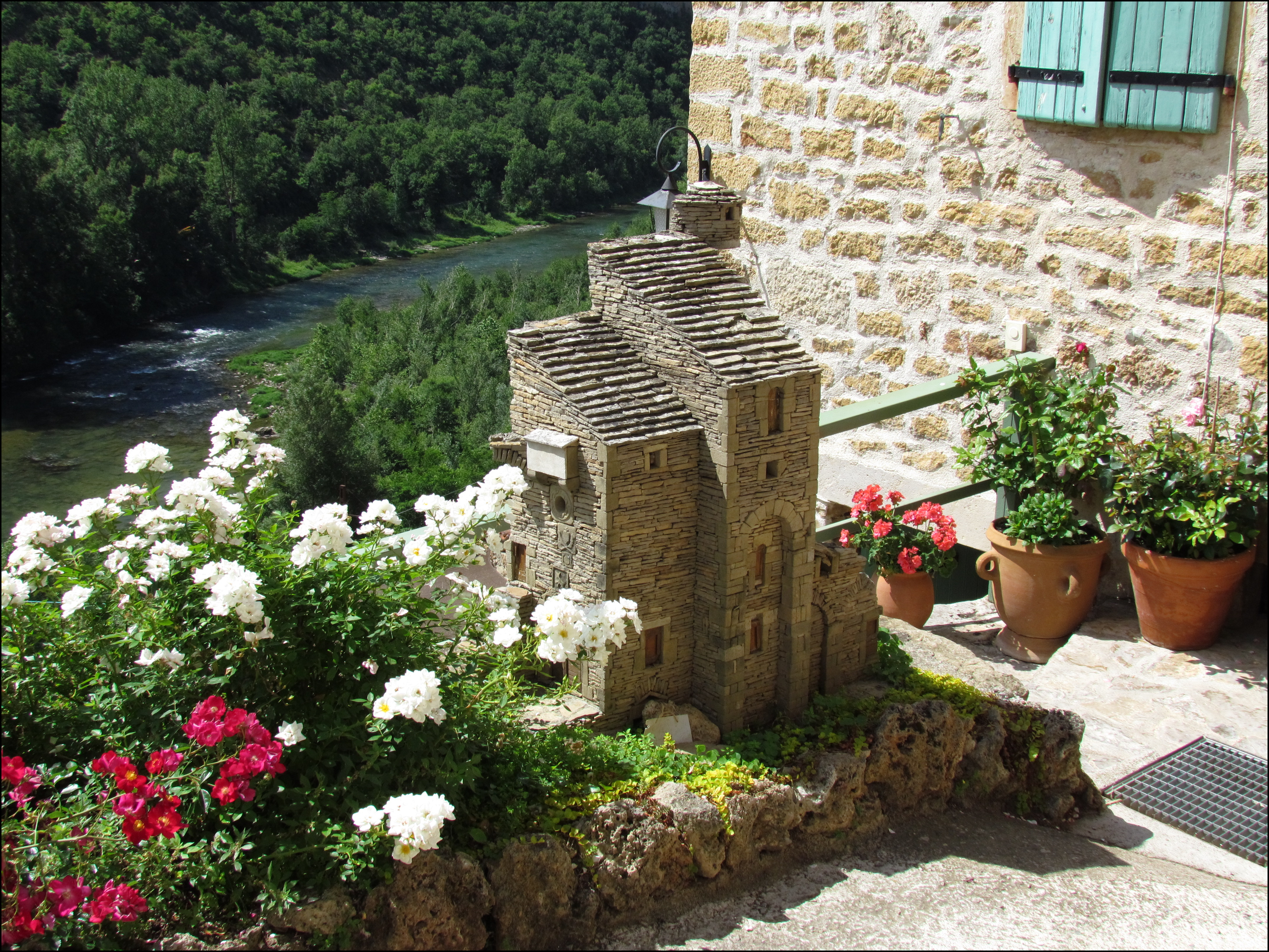
Maison fleurie avec vue sur le Tarn.